# Wylder

Wylder este o comună în departamentul Nord, Franța. În 1 ianuarie 2022 avea o populație de 301 de locuitori.